# Scincella huanrenensis
Scincella huanrenensis är en ödleart som beskrevs av  Zhao och HUANG 1982. Scincella huanrenensis ingår i släktet Scincella och familjen skinkar. Inga underarter finns listade i Catalogue of Life.